# Cas de Pamela Reynolds
Pamela Reynolds Lowery (1956 – 22 mai 2010), originaire d'Atlanta en Géorgie, est une parolière et chanteuse américaine,. En 1991, à l’âge de 35 ans, elle déclare avoir eu une expérience de mort imminente (EMI) durant une opération d’un anévrisme géant au tronc basilaire par le chirurgien Robert F. Spetzler (en) au Barrow Neurological Institute (en) à Phoenix en Arizona. Son expérience figure parmi les études les plus largement documentées sur les expériences de mort imminente en raison des circonstances inhabituelles sous lesquelles elle s’est produite. Pamela Reynolds était sous surveillance médicale étroite pendant toute l'opération. Pendant une partie de l'opération, elle avait un électroencéphalogramme plat et son cerveau n’était plus irrigué par la circulation sanguine, ce qui la rendait cliniquement morte. Elle a fait plusieurs observations au sujet de la procédure qui ont ensuite été confirmées par le personnel médical comme exactes.
Ce récit d'EMI a gagné une popularité internationale depuis sa publication en 1998 dans le livre Light and Death, du docteur Michaël Sabom, cardiologue et membre fondateur de l'association d'étude des témoignages de NDE, IANDS. Les témoignages de Pamela Reynolds et de ses médecins ont donné lieu à un reportage diffusé mondialement.
Cette expérience de mort imminente est considérée par certains comme une preuve de la réalité de la survie de la conscience après la mort cérébrale, et d'une forme de "vie" après la mort. Toutefois, les critiques ont avancé plusieurs points contre cette interprétation.
Pamela Reynolds est décédée d’une crise cardiaque le samedi 22 mai 2010 à Emory University Hospital (en), à Atlanta, Georgia à l’âge de 53 ans, 19 ans après son opération,.

## Diagnostic et opération
En raison de symptômes d’étourdissement, de perte du langage et de difficulté de mouvement de parties de son corps, Pamela Reynolds a signalé à son médecin ses soucis de santé. Son médecin l’a adressée à un neurologue et une tomodensitométrie a révélé par la suite que Pamela Reynolds avait un anévrisme géant au tronc basilaire. Avoir un tel anévrisme est très délétère, il peut se rompre et saigner à tout moment, détruisant alors le tronc cérébral adjacent et causant la mort. Enlever un tel anévrisme géant est très délicat et sa localisation est également très difficile à approcher. Pour réaliser cette opération à hauts risques, le neurochirurgien Robert Spetzler a utilisé la technique nommée « arrêt cardiaque hypothermique », dont il a la maîtrise et qui consiste à mettre en place une circulation sanguine extra-corporelle afin d'abaisser la température à 15,6 °C (60 °F) en réinjectant le sang progressivement refroidi, arrêter la respiration et les battements cardiaques, et drainer le sang hors de la tête. Cela permet d'enlever l'anévrisme sans perte de sang excessive aussi bien que de protéger les tissus cérébraux adjacents de dommages éventuels. L'équipe chirurgicale a pu alors enlever l'anévrisme. L'opération a été un succès et Pamela Reynolds s’est complètement rétablie.

## Le récit de Pamela Reynolds à propos de son expérience de mort imminente

### Première partie de l’EMI
L'histoire de Pamela Reynolds a été présentée par le Dr Sabom dans son livre Light & Death après en avoir pris connaissance auprès du neurochirurgien Robert F. Spetzler. Le Dr Michael Sabom est le cofondateur de l'association IANDS, avec Raymond Moody, Kenneth Ring, Bruce Greyson et John Audette. Cette association a pour objectifs de promouvoir le point de vue spirituel sur les EMI dans la société civile. Dans Light & Death, Pamela Reynolds déclare que pendant l'opération, avant la mise en œuvre de l’arrêt cardiaque, elle a entendu un bruit semblable à la note ré naturelle. Le bruit lui semblait sortir de son corps. Elle s'est ensuite sentie sortir de son corps par la tête. Elle se sentait flottante dans la salle d'opération et regardait les médecins effectuer l'opération. Elle se sentait plus consciente que la normale et sa vision lui paraissait plus ciblée et plus claire que la vision normale. Elle a fait plusieurs observations dans cet état, par exemple :
- Elle a observé que le médecin ouvrait son crâne à l'aide d'une scie à trépaner. Elle était surprise de remarquer que l’outil ressemblait à une brosse à dents électrique et non pas à une scie oscillante, comme elle le supposait.
- Elle a entendu une voix de femme dire : « Nous avons un problème. Ses artères sont trop petites. » Il est plus tard confirmé que les médecins ont d'abord essayé de connecter le bypass cardiopulmonaire à la jambe droite, mais les artères étaient si petites qu'ils l'ont connecté à la jambe gauche.

À un certain moment au cours de l'opération, elle a remarqué une présence et a observé un point lumineux.

### Seconde partie de l’EMI
Elle a été ensuite attirée par une lumière. En se rapprochant de la lumière, celle-ci est devenue très lumineuse. Elle a commencé à discerner des personnages au sein de la lumière, notamment une de ses grands-mères, un oncle, d'autres parents décédés et des personnes inconnues d’elle. Mais à un certain moment, son oncle lui a rappelé qu'elle devait retourner dans son corps. Quand elle a regardé sa dépouille corporelle, elle ne voulait pas la réintégrer. Son oncle a essayé de la convaincre, mais elle refusait obstinément d'y retourner. Son oncle l'a alors poussée dans son corps sans qu'elle arrive à comprendre comment. En fait, il s'agirait peut-être des conséquences de la défibrillation entamée par l'équipe de soignants pour réactiver la fonction cardiaque. Reynolds a remarqué que la sensation de retourner dans son corps était comme celle de sauter dans l'eau glacée.

## Chronologie
Selon son récit, Pamela Reynolds est sortie de son corps au moment de l'arrêt de l'Électro-encéphalogramme et elle a pu raconter en détail, après coup, toute l'opération à laquelle elle aurait assisté de l'extérieur : les anecdotes entre infirmières, les instruments chirurgicaux utilisés, puis une phase transcendante, le tunnel, la lumière.
Cependant, la chronologie basée sur le récit du Dr Michael Sabom, dans son livre Light & Death pages 37–51, montre que les perceptions auditives et l'expérience de sortie du corps (OBE sur l'image pour Out of Body Expérience) se sont produites à des moments éloignés de l'arrêt cardiaque. La chronologie montre que l’opération a duré environ 7 heures et l'arrêt cardiaque une demi-heure. L'absence de réponse au niveau du tronc cérébral (le potentiel évoqué auditif plat) n'a duré que cinq minutes. Les événements dans la salle d'opération dont Pamela Reynolds a été capable de se souvenir (la perforation du crâne à l’aide d’une perceuse pneumatique et la voix féminine disant que ses veines sont trop petites) se sont produits deux heures avant la mise en œuvre de l’arrêt cardiaque hypothermique. L'ensemble de la première partie de l’EMI s’est déroulée avant l’arrêt cardiaque. La seconde partie de l’EMI s’est déroulée après l’arrêt cardiaque selon l’avis neuroscientifique ou durant l’arrêt cardiaque selon l’avis dualiste, adepte de la théorie de séparation de la conscience de son support cérébral.

Chronologie de l'EMI de Pamela Reynolds.

| L’opération | Commentaires en rapport avec l’EMI |
| --- | --- |
| De 7 h 15 à 8 h 40, Pamela Reynolds est conduite en salle d’opération, elle était toujours éveillée (page 38 dans Light & Death). | Pamela Reynolds était éveillée lorsqu'elle est amenée en salle d'opération. Ainsi, elle a pu voir la configuration de la salle d’opération, les chariots avec les instruments couverts, les moniteurs de l’anesthésie et de la neurophysiologie, la vingtaine de membres du personnel (médecins, infirmières et techniciens), ainsi que de nombreux autres détails. |
| Reynolds reçoit du thiopental par intraveineuse, l’anesthésie générale commence. Elle est à présent inconsciente sous anesthésie générale. | - |
| Le corps de Reynolds est déposé sur la table d'opération. Ses yeux sont scellés par des compresses. Des écouteurs auriculaires sont insérés dans ses oreilles. | - |
| Une thermistance est placée profondément dans son œsophage pour mesurer la température corporelle interne. Des électrodes d’EEG sont fixes sur la tête pour enregistrer l’activité du cortex cérébral. | - |
| De 8 h 40 à 10 h 50, le corps entier de Reynolds, à l'exception de la tête et de l'aine, est recouvert avec des draps stériles. | - |
| Le Dr Spetzler commence l'opération en ouvrant le cuir chevelu, puis découpe une section du crâne avec une scie osseuse Midas Rex. | Une heure et demie après l'anesthésie générale, l'expérience de sortie du corps de Pamela Reynolds commence. Elle entend un son qu'elle compare à la note ré. Elle a l'impression que le son lui sort du corps. Elle baisse les yeux et voit plusieurs choses dans la salle d'opération. Elle se sent très consciente et sa vision est plus ciblée et plus claire que la normale. Elle remarque que sa tête est rasée d'une autre manière que ce qu'elle imaginait. Elle voit la scie osseuse, elle ressemble à une brosse à dents électrique, elle a une dent ou une rainure dans la partie supérieure où la scie se connecte à la poignée et il y a des lames interchangeables qui sont placées dans ce qui ressemble à une boîte de clés à douille. Elle entend la scie mais ne voit pas sur quoi elle est utilisée. Elle émet un son relativement aigu puis émet de façon soudaine un « Brrrrrrrr ». |
| Le Dr Spetzler enlève le fragment osseux découpé. Le microscope opératoire est basculé en position d'observation sur la tête de Reynolds. Dans le même temps, une chirurgienne cardiaque localise la veine et l'artère fémorale de l'aine droite de Reynolds. Celles-ci se révèlent être trop petites pour contrôler le flux important de sang de la machine cœur-poumon. Aussi, l'artère et la veine fémorales gauche sont préparées pour être utilisées. | Pamela Reynolds entend une voix féminine dire que ses veines et artères sont très étroites. |
| Spetzler inspecte l'anévrisme avec le microscope opératoire. Il trouve qu'il est très grand. Il décide que l'arrêt cardiaque hypothermique est nécessaire pour terminer l'opération. | |
| 10 h 50 La machine cœur-poumon est relié au corps de Reynolds. Son sang est refroidi. | - |
| 11 h 0 La température centrale de Pamela Reynolds est d'environ 24 °C (75 °F). Le moniteur cardiaque (ECG) indique une fibrillation. | - |
| 11 h 5 Pamela Reynolds reçoit une dose massive de Chlorure de potassium. L'arrêt cardiaque est complet. L'électroencéphalogramme devient plat. La réponse du tronc cérébral aux cliquetis émis par les écouteurs devient de plus en plus faible. | - |
| 11 h 20 La température interne de Pamela Reynolds atteint les 60 °F (15,6 °C). Le tronc cérébral ne répond plus aux cliquetis émis par les écouteurs, le potentiel évoqué auditif est plat. | - |
| 11 h 25 La machine cœur-poumon est déconnectée du corps de Reynolds. La tête de la table d'opération est levé et le sang est drainé hors du corps de Pamela Reynolds. | Pamela Reynolds se sent comme si elle était tirée, mais pas contre son gré. Elle va de son plein gré, car elle veut y aller. Elle se sent pénétrer dans un tunnel-vortex. Elle arrive dans une lumière vive. Elle commence à discerner plusieurs personnages, dont une de ses grand-mères et un oncle. Ils l'empêchent d'aller plus loin, car autrement elle ne serait pas en mesure de revenir dans son corps. |
| L'anévrisme est maintenant dégonflé, le Dr Spetzler l'enlève. La machine cœur-poumon est ensuite rallumée et les pompes injectent du sang chaud dans le corps de Pamela Reynolds. | - |
| Le tronc cérébral de Pamela Reynolds commence à répondre de nouveau aux cliquetis des haut-parleurs auriculaire. Les courbes de l'activité électrique cortical commencent à apparaître à l'écran de l'EEG. | Les parents décédés de Pamela Reynolds semblent vouloir nourrir Pamela, non pas avec de la nourriture mais avec quelque chose de brillant. Elle se sent repue et rendue forte. |
| 12 h 0 Un problème survient, le moniteur cardiaque enregistre une fibrillation ventriculaire. Les efforts pour le corriger avec un réchauffement supplémentaire sont infructueux. Les électrodes du défibrillateur sont placés sur la poitrine de Pamela Reynolds et son cœur est choqué deux fois. Cela résout le problème. | L'oncle de Pamela Reynolds la ramène à travers le tunnel. Elle voit son corps, mais ne veut pas le réintégrer, il lui semble mort et elle a peur de lui. C'est son oncle qui la force en la poussant. Quand elle rentre dans son corps, elle a l'impression de plonger dans une piscine d'eau glacée. |
| 12 h 32 La température du corps de Pamela Reynolds est d'environ 90 °F (32 °C), l'équipe médicale décide d'éteindre la machine cœur-poumon. Son corps est désinstrumenté. Les assistants de Spetzler prennent en charge l'achèvement des tâches chirurgicales. De la musique est diffusée en arrière-plan. | Pamela Reynolds reprend conscience et entend la chanson Hôtel California. |
| 14 h 10 Pamela Reynolds est conduite en salle de réveil. Elle est toujours intubée pour la respiration, mais dans un état stable. | - |

## Analyse critique
Le cas de Pamela Reynolds a été porté à la connaissance du grand public par Michael Sabom, l'un des fondateurs de l'association IANDS. Cette association est connue pour ses positions défendant l'hypothèse de l'existence d'une vie après la mort et a pour objectif d'accréditer cette idée dans la société civile au travers de travaux de recherche et par la communication à destination du secteur de la recherche aussi bien que du grand public. Le cas Reynolds est par conséquent un outil pour la promotion de la théorie dualiste au sein de la société.
Les adeptes de la théorie dualiste selon laquelle le corps et l'esprit ont une existence séparée citent régulièrement le cas de Pamela Reynolds comme une preuve de la survivance. Mais les critiques ont avancé plusieurs points qui tentent de réfuter cette interprétation.
Selon son récit, Pamela Reynolds serait sortie de son corps au moment de l'arrêt de l'EEG et elle a pu raconter en détail, après coup, toute l'opération à laquelle elle aurait assisté de l'extérieur : les anecdotes entre infirmières, les instruments chirurgicaux utilisés, puis une phase transcendante, le tunnel, la lumière.
Pamela Reynolds a été maintenue 55 minutes en arrêt cardiaque dont cinq minutes avec une absence de réponse du tronc cérébral. L'opération proprement dite a duré près de sept heures. La littérature survivaliste affirme que l'EMI de Pamela Reynolds s'est déroulée durant cette période d'arrêt cardiaque hypothermique. Cependant, l'analyse de la chronologie de l'opération montre que l'expérience de mort imminente a commencé avec une expérience de sortie du corps deux heures 40 minutes plus tôt.
Une heure et demie après le début de l'anesthésie générale, lorsque Pamela Reynolds a entendu quelqu'un dire que ses veines étaient trop petites, le personnel médical était apparemment toujours en train de la connecter à la machine cœur-poumon. À ce moment, elle était simplement sous anesthésie générale. Or, il est reconnu que l'anesthésie générale peut ne pas parvenir à rendre un patient complètement inconscient et peut avoir des effets dysphoriques, y compris la confusion à propos de la position de son corps dans l'espace. Dans le numéro d'automne 2011 du Journal of Near-Death Studies, Woerlee argumente le cas où les quatre perceptions auditives véridiques rapportées de Pamela Reynolds peuvent être expliquées par sa capacité à entendre durant les périodes d'éveil peropératoire sous l'influence de la combinaison de médicaments utilisés pour l'anesthésie générale au cours de l'opération de son anévrisme géant de l'artère basilaire. En effet, depuis les années 1970, des études ont révélé que le cerveau des personnes sous anesthésie générale répond aux sensations telles que le toucher, les mouvements, la lumière, les sons et la douleur, mais que très peu de gens se souviennent de ces choses. C'est la qualité de l'anesthésie qui permettra d'inhiber ces souvenirs. Ceci semble montrer que l'expérience de mort imminente a commencé plusieurs heures avant la phase d'arrêt cardiaque hypothermique, et que même si cette partie de l'opération avait été annulée pour une raison quelconque, l'expérience de sortie du corps se serait passée. Selon Keith Augustine, elle a pu avoir ces expériences liées à l'EMI avant ou après l'arrêt cardiaque hypothermique lorsqu'elle était simplement sous anesthésie générale et le cerveau encore actif.
Dans le magazine Skeptic (en), organe de la Skeptics Society, l'anesthésiste G.M. Woerlee déclare que cette vidéo est « incroyablement trompeuse et inexacte ». Il s'étonne que les Drs Sabom et Spetzler aient pu coopérer à la création du contenu de cette vidéo qu'il qualifie encore d'« incroyablement imaginative ». Woerlee relève que le compte rendu « raisonnablement précis » de l'histoire de Pamela Reynolds dans le chapitre 5 de Light and Death, écrit par le Dr Sabom, révèle que c'est le mauvais fonctionnement de son corps qui est à l'origine de l'EMI,. En confrontant le récit de Pamela Reynolds et le compte-rendu du protocole opératoire décrit dans le livre du Dr Sabom, le Dr Woerlee conclut que l'EMI de Pamela Reynolds ne s'est pas déroulée durant la phase d'EEG plat induite par l'arrêt cardiaque hypothermique.
Au sujet du récit sur les détails de l'opération, le Dr Woerlee objecte que Pamela Reynolds devait nécessairement connaître de nombreux détails de son opération en raison d'une prescription légale déjà en vigueur en Arizona en 1991 qui contraignait le corps médical à obtenir par écrit le consentement éclairé du patient pour toute procédure potentiellement mortelle. Le chirurgien doit informer le patient sur la nature et le but de l'opération, les bénéfices attendus et les risques encourus. Pamela Reynolds était éveillée lorsqu'elle a été amenée en salle d'opération. Ainsi, elle aurait vu la préparation de la salle d'opération, les chariots sur lequel se trouvaient les instruments couverts, les moniteurs d'anesthésie et de neurophysiologie, de nombreux membres du personnel, ainsi que de nombreux autres détails. Nous le savons par son récit contenu dans le livre du Dr Sabom.
De plus, la description du Dr Sabom relative au dispositif auriculaire destiné à vérifier l'intégrité du tronc cérébral révèle qu'il n'est pas familier de cette technique. Selon le Dr Sabom, Pamela ne pouvait pas entendre en raison de l'émission répétitive de cliquetis à 100 dB dans chacune de ses oreilles. L'analyse de cette technique de vérification de l'intégrité du tronc cérébral par le Dr Woerlee montre que la perception auditive reste possible,. Woerlee démontre en se référant aux détails opératoires que Pamela Reynolds percevait deux sons différents émis dans chacune des oreilles, à droite un cliquetis à 11,3 cliques par seconde émis à 95 dB et à gauche un bruit blanc à 40 dB. Les cliquetis occupaient au plus seulement 12,46 % de son audition et de la capacité de traitement du tronc cérébral. Cette durée lui laissait suffisamment de temps et de capacité neuronale pour percevoir d'autre sons. Concernant le bruit blanc émis à gauche, il n'empêche pas l'audition des sons supérieurs à 40 dB, ce qui est le cas des phénomènes auditifs qu'elle a perçus, le niveau sonore d'une conversation étant compris entre 60 et 70 dB, le niveau sonore de l'écoute de musique est compris entre 70 et 85 dB. Par conséquent, ni les cliquetis ni le bruit blanc avec les paramètres décrits n'inhibe la perception sonore par conduction aérienne ou osseuse (Pamela Reynolds décrit la perception sonore par conduction osseuse de la perceuse pneumatique qui a servi à préparer les quatre ouvertures nécessaires à la découpe de la boîte crânienne).
Le Journal of Near-Death Studies étant une revue à comité de lecture, les réponses des deux relecteurs, l'anesthésiste Stuart Hameroff et le philosophe mathématicien Chris Carter, ainsi que la réplique de Woerlee ont été recueillies dans cette même édition. L'anesthésiste Stuart Hameroff reconnaît qu'il est possible que Pamela Reynolds ait expérimenté un éveil peropératoire durant l'anesthésie, cette complication d'anesthésie étant reconnue par la communauté scientifique. Il reconnaît également que le monitoring de la profondeur de l'anesthésie est imparfait. Il reconnaît enfin que « si on accepte que la technique du BAER est improprement utilisée, il est possible que Pamela Reynolds ait eu un éveil peropératoire durant l'anesthésie plutôt qu'une sortie du corps et une expérience de mort imminente. » Il souligne cependant que la technique du BAER (en anglais : Brain-stem auditory evoked response) est un « standard en or » pour contrôler la profondeur d'une anesthésie et prévenir la possibilité de signes d'éveil. Concernant la conscience auditive en absence de support auditif physique, la question ne lui semble pas problématique car, selon lui, la conscience dans les conditions normales n'est pas comprise. Il se réfère aux travaux de Penrose et lui-même pour affirmer que « la conscience se situe au niveau de la géométrie de l'échelle de Plank dans le cerveau mais est capable d'une répartition non locale. »
Les écouteurs auriculaires ne bloquent pas parfaitement tous les bruits extérieurs et les personnes ayant des écouteurs auriculaires peuvent encore être en mesure d'entendre les sons de leur environnement. De plus, selon le praticien peropératoire principal de la surveillance de la neurophysiologie au Barrow Neurological Institute, qui était le technicien en chef au moment de l'opération de Pamela Reynolds, le pansement utilisé pour sceller les pavillons d'oreille a été fait à partir d'un mince film plastique utilisé pour couvrir les blessures ouvertes de la marque Vi-Drape. Ce pansement a un minimum de capacité d'occlusion du bruit étant donné qu'il a été conçu dans un but tout à fait différent. La bande de gaze micropores a aussi un effet minimum d'occlusion de bruit d'occlusion étant donné qu'elle n'a été conçue que pour empêcher le sang et d'autres liquides de pénétrer dans les conduits auditifs de Pamela Reynolds/ Les obturateurs auriculaires utilisés n'étaient pas non plus faits sur commande à partir de moules des canaux auditifs de Pamela Reynolds, mais étaient des écouteurs auriculaires génériques Hal-hen.

## Livres
- Light and Death par le fondateur de l'étude d'Atlanta, Dr Michael Sabom, à propos du cas de Pamela Reynolds et d'une cinquantaine d'autres cas.  (ISBN 0-310-21992-2)
- The Spiritual Brain par Mario Beauregard et Denyse O'Leary, qui mentionnent le cas de Pamela Reynolds et d'autres arguments pour une expérience spirituelle hors du corps.  (ISBN 1-60514-010-4)